# 入江杏子
入江 杏子（いりえ きょうこ、1927年7月14日 - 2025年4月24日）は、日本の女優。檀一雄『火宅の人』の恵子のモデル。

## 生涯
福岡県出身。父は大阪毎日新聞の記者・入江邦太郎。本名・久恵。福岡高等女学校卒。
1947年、檀一雄が福岡で設立した劇団・珊瑚座で檀と知り合う。舞台芸術学院をへて、1951年劇団民芸附属演技研究所に入り、1956年同劇団入団。1956年8月、青森県蔦温泉に檀とともに行き、帰京後同棲する。1957年2月、檀と浅草千束町のマッサージ屋の二階に転居。1976年1月、檀と死別。
2025年4月24日午前9時15分、東京都内で老衰のため死去。97歳没。生涯独身だった。

## 主な出演

### 舞台
- 1956年「最後の人びと」（マクシム・ゴーリキー） - リュボーフィ
- 1956年「アンネの日記」（ハケット夫妻脚色） - 姉マルゴット、のち母エディス
- 1957年「セールスマンの死」（アーサー・ミラー） - 妻リンダ
- 1973年「かさぶた式部考」（秋元松代）
- 1991年「精霊流し」（岡部耕大） - おばば
- 1993年「君はいま、何処に」（小島政二郎原作、砂田量爾脚本） - お清
- 2011年「思案橋」（藤沢周平原作、吉永仁郎脚本） - おつね
- 「草文」（石牟礼道子）一人芝居

### 映画
- 「執炎」（1964年、監督・蔵原惟繕、日活）
- 「坂の上のマリア」（2001年、監督・瀬木直貴） - 老女・マリア 役
- 「千年火」（2004年、監督・瀬木直貴） - 山下キク 役
- 「果てぬ村のミナ」（2012年、監督・瀬木直貴）

### テレビドラマ
- 雨ニモマケズ（1957年、NHK）
- 手（1958年、日本テレビ）
- ここに人あり 第130回「山の湯」、第153回「太陽のせいじゃない」（1960年、NHK）
- 追跡（1960年、フジテレビ東芝土曜劇場）
- 夫婦百景 第173回「一茶と新妻」（1961年、日本テレビ）
- 船っ子先生（1965年、NHK）
- あたしとあなた その9 小さな家の小さな灯（1967年、TBS）
- 遠き日の唱歌（1969年、TBS）
- ありがとう 第1シリーズ（1970年、TBS） - 植木屋の女房 役
- 風と雲と虹と（1976年、NHK大河ドラマ） - 乳母 役
- 落日燃ゆ（1976年、NET）
- 白い秘密（1976-1977年、TBS）
- 俺たちの朝 第27話「うなぎと未婚の母と愛してます」（1977年、日本テレビ） - 秋野重治の妻 役
- 雲を翔びこせ（1978年、TBS）
- 殺人迷宮課の名警部（1998年、テレビ朝日） - 佐々木トキ子 役

### テレビアニメ
- 日本名作童話シリーズ 赤い鳥のこころ 第11話「赤いろうそくと人魚」（1979年、テレビ朝日）

## 著書
- 『檀一雄の光と影 「恵子」からの発信』文藝春秋 1999